# Espido Freire
Espido Freire (nascida Laura Espido Freire em Bilbau em 1974) é uma escritora espanhola.

## Obras
- Irlanda (1998)
- Donde siempre es octubre (1999)
- Melocotones helados (1999)
- Diabulus in Musica (2001)
- Nos espera la noche (2003)
- La diosa del pubis azul (2005)
- Soria Moria (2007)
- Hijos del fin del mundo: De Roncesvalles a Finisterre (2009)
- La flor del Norte (2011)
- Quería volar (2014)
- Para vos nací (2015)